# Hannes Van der Bruggen
Hannes Van der Bruggen (Burst, 1 april 1993) is een Belgisch voetballer die uitkomt voor Cercle Brugge. Hij speelt op de positie van centrale middenvelder.

## Carrière

### Jeugd
Van der Bruggen begon als jeugdspeler bij KFC Olympic Burst, verhuisde nadien naar FC Dender en daarna naar KAA Gent. Bij Gent doorliep hij de verschillende jeugdreeksen.

### KAA Gent
In het seizoen 2010-11 trainde Van der Bruggen bij Gent voor het eerst mee met de A-kern. Later verlengde hij zijn contract tot 2014. Op 17 mei 2011, in de laatste play-off wedstrijd van het seizoen 2010-2011, stond hij in de basis en maakte zo zijn professionele debuut tegen Club Brugge. Het eerste doelpunt in zijn professionele carrière was de openingstreffer in de wedstrijd tegen KRC Genk op 27 november 2011, die met 2-0 gewonnen werd.
Het seizoen 2012-13 werd het seizoen van de doorbraak voor Van der Bruggen. Met veel basisplaatsen en sterke prestaties werd Van der Bruggen een van de steunpilaren van zijn ploeg. Op 11 december 2012 kreeg Hannes, nadat Ilombe Mboyo het moest inleveren door een incident met de supporters, de aanvoerdersband in de bekerwedstrijd tegen Anderlecht. Hij werd zo de derde jongste kapitein ooit in de hoogste voetbalcompetitie in België.
In juni 2014 verlengde Van der Bruggen zijn contract bij KAA Gent tot 2017.
Op donderdag 21 mei 2015 werd Van der Bruggen met KAA Gent kampioen in de Jupiler Pro League.
In het seizoen 2015-16 kreeg hij minder speelkansen bij Gent. Tijdens de zomertransferperiode van 2016 wilde hij daarom een transfer naar SV Zulte Waregem. KAA Gent weigerde het bod van Zulte Waregem en daardoor bleef Van der Bruggen ook in het seizoen 2016-17 aan Gent verbonden. In oktober 2016 verlengde hij er zijn contract tot 2019.

### KV Kortrijk
Van der Bruggen tekende op 17 januari 2017 een contract tot medio 2021 bij KV Kortrijk. Zijn transfer maakte deel uit van een spelersruil waarbij Birger Verstraete de overstap maakte naar KAA Gent. Van der Bruggen werd al snel een vaste waarde bij Kortrijk. Bij de start van het seizoen 2017/18 werd hij er de nieuwe aanvoerder. In december 2020 raakte bekend dat speler en club het niet eens raakten bij de vernieuwing van Van der Bruggens contract, waardoor hij op het einde van het seizoen transfervrij zou zijn.
Op 19 januari 2021 maakte werd bekend dat de speler na exact 4 jaar en 1 dag de club verlaat. De middenvelder speelde zo'n 142 wedstrijden voor Kortrijk waarbij hij 6 keer scoorde. De speler bereikte een akkoord met Cercle Brugge voor een contract van 3,5 seizoenen.

### Cercle Brugge
In januari 2021 tekende Van der Bruggen een contract voor 3,5 seizoenen met een optie van een extra seizoen bij Cercle Brugge. De middenvelder werd aangetrokken om mee te helpen Cercle Brugge in Eerste Klasse te kunnen houden. Met de overgang zou zo'n 300.000 euro gemoeid zijn.
Van der Bruggen maakte zijn debuut voor de vereniging op 20 januari 2021 door in te vallen in een wedstrijd tegen Royal Antwerp FC. Deze wedstrijd werd door Cercle Brugge verloren met 1-0.

## Statistieken
| Seizoen     | Club          | Competitie         | Competitie | Competitie | Competitie | Beker | Beker | Beker | Internationaal | Internationaal | Internationaal | Totaal | Totaal | Totaal |
| Seizoen     | Club          | Competitie         | Wed.       | Dlp.       | Ass.       | Wed.  | Dlp.  | Ass.  | Wed.           | Dlp.           | Ass.           | Wed.   | Dlp.   | Ass.   |
| ----------- | ------------- | ------------------ | ---------- | ---------- | ---------- | ----- | ----- | ----- | -------------- | -------------- | -------------- | ------ | ------ | ------ |
| 2010/11     | KAA Gent      | Jupiler Pro League | 1          | 0          | 0          | 0     | 0     | 0     | 0              | 0              | 0              | 1      | 0      | 0      |
| 2011/12     | KAA Gent      | Jupiler Pro League | 17         | 2          | 1          | 1     | 0     | 0     | —              | —              | —              | 18     | 2      | 1      |
| 2012/13     | KAA Gent      | Jupiler Pro League | 32         | 2          | 4          | 3     | 0     | 0     | 3              | 0              | 0              | 38     | 2      | 4      |
| 2013/14     | KAA Gent      | Jupiler Pro League | 28         | 0          | 1          | 5     | 0     | 0     | —              | —              | —              | 33     | 0      | 1      |
| 2014/15     | KAA Gent      | Jupiler Pro League | 24         | 1          | 5          | 4     | 0     | 0     | —              | —              | —              | 28     | 1      | 5      |
| 2015/16     | KAA Gent      | Jupiler Pro League | 12         | 1          | 0          | 2     | 1     | 0     | 0              | 0              | 0              | 14     | 2      | 0      |
| 2016/17     | KAA Gent      | Jupiler Pro League | 7          | 0          | 2          | 1     | 0     | 1     | 3              | 0              | 0              | 11     | 0      | 3      |
| Club Totaal | Club Totaal   | Club Totaal        | 121        | 6          | 13         | 16    | 1     | 1     | 6              | 0              | 0              | 143    | 7      | 14     |
| 2016/17     | KV Kortrijk   | Jupiler Pro League | 17         | 0          | 0          | 0     | 0     | 0     | —              | —              | —              | 17     | 0      | 0      |
| 2017/18     | KV Kortrijk   | Jupiler Pro League | 37         | 0          | 5          | 4     | 0     | 0     | —              | —              | —              | 41     | 0      | 5      |
| 2018/19     | KV Kortrijk   | Jupiler Pro League | 36         | 2          | 3          | 1     | 0     | 0     | —              | —              | —              | 37     | 2      | 3      |
| 2019/20     | KV Kortrijk   | Jupiler Pro League | 25         | 3          | 2          | 5     | 0     | 0     | —              | —              | —              | 30     | 3      | 2      |
| 2020/21     | KV Kortrijk   | Jupiler Pro League | 17         | 1          | 0          | 0     | 0     | 0     | —              | —              | —              | 17     | 1      | 0      |
| Club Totaal | Club Totaal   | Club Totaal        | 132        | 6          | 10         | 10    | 0     | 0     | 0              | 0              | 0              | 142    | 6      | 10     |
| 2020/21     | Cercle Brugge | Jupiler Pro League | 10         | 0          | 1          | 3     | 0     | 0     | —              | —              | —              | 13     | 0      | 1      |
| 2021/22     | Cercle Brugge | Jupiler Pro League | 25         | 0          | 2          | 1     | 0     | 0     | —              | —              | —              | 26     | 0      | 2      |
| Club Totaal | Club Totaal   | Club Totaal        | 35         | 0          | 3          | 4     | 0     | 0     | 0              | 0              | 0              | 39     | 0      | 3      |
| TOTAAL      | TOTAAL        | TOTAAL             | 288        | 12         | 26         | 30    | 1     | 1     | 6              | 0              | 0              | 324    | 13     | 27     |